# Premier élargissement de la Communauté économique européenne
Le premier élargissement de la Communauté économique européenne a lieu le 1er janvier 1973 et voit l'entrée du Danemark, de l'Irlande et du Royaume-Uni dans la Communauté économique européenne (CEE), mais pas de la Norvège qui était également candidate à l'adhésion.

## Histoire
Dès 1961, le Royaume-Uni souhaite se rapprocher de ses voisins d'Europe continentale déjà liés par le traité de Rome signé en  1957. Le commerce britannique post guerre mondiale et dans un contexte de décolonisation croissant, est de plus en plus orienté vers l'Europe et le gouvernement y voit une occasion de prospérité. Les candidatures du Danemark et de l'Irlande sont liées à celle du Royaume-Uni car ils ont de très forts liens économiques avec le pays, l'Irlande aspire a une normalisation de ses relations avec la couronne. Les six États fondateurs décident qu'il faut « approfondir avant, puis élargir », ils estiment qu'ils doivent préalablement resserrer leurs liens avant d'envisager un élargissement. Cette volonté se traduit par la mise en place de politiques communautaires comme la politique agricole commune en 1962. 
En décembre 1967, les négociations avec la Grande-Bretagne sont arrêtées à la suite du veto français opposé par Charles de Gaulle, alors président de la France, et ce pour des raisons politiques. Elles reprennent officiellement le 30 juin 1970 à Luxembourg. Entre-temps, la Communauté s'est consolidée, les politiques communes et le Marché commun européen sont entrés en action. Pour les pays candidats, l'acquis communautaire s'est considérablement développé. 
Les partenaires européens et États candidats arrivent à un accord formalisé le 22 janvier 1972 par la signature des traités d'adhésion (Traité de Bruxelles), seule la Norvège où les électeurs s'opposent par référendum à la ratification du traité, rejette la politique commune de la pêche qui provoquerait une concurrence trop importante et n'entre donc pas dans la CEE. Le référendum de la Norvège constitue un échec, le non l'emporte par 53,5 %, le Premier ministre Trygve Bratteli démissionne à la suite de la défaite de son gouvernement. C'était la deuxième tentative de la Norvège de devenir membre, après avoir été rejeté par la France en 1962 et à nouveau temporairement en 1967, mais la première tentative d'un référendum à la suite d'une négociation aboutie.
L'Irlande réalise un référendum le 10 mai 1972 et le Danemark le 2 octobre 1972 auxquels les citoyens répondent en majorité favorablement à l'intégration aux Communautés européennes, avec respectivement 81,3 % et 63,3 % des votants qui répondent favorablement.
Au Royaume-Uni, le gouvernement conservateur d'Edward Heath n'organise pas de référendum sur l'adhésion du Royaume-Uni. Le programme du parti travailliste pour les élections générales d'octobre 1974 demande l'organisation d'un référendum. Par conséquent, après la victoire des travaillistes, le nouveau gouvernement d'Harold Wilson organise un référendum sur le maintien du Royaume-Uni dans les Communautés européennes le 5 juin 1975. Avec une participation de 64 %, les Britanniques approuvent le maintien dans les Communautés européennes à 67,2 %.